# Orosz népzene

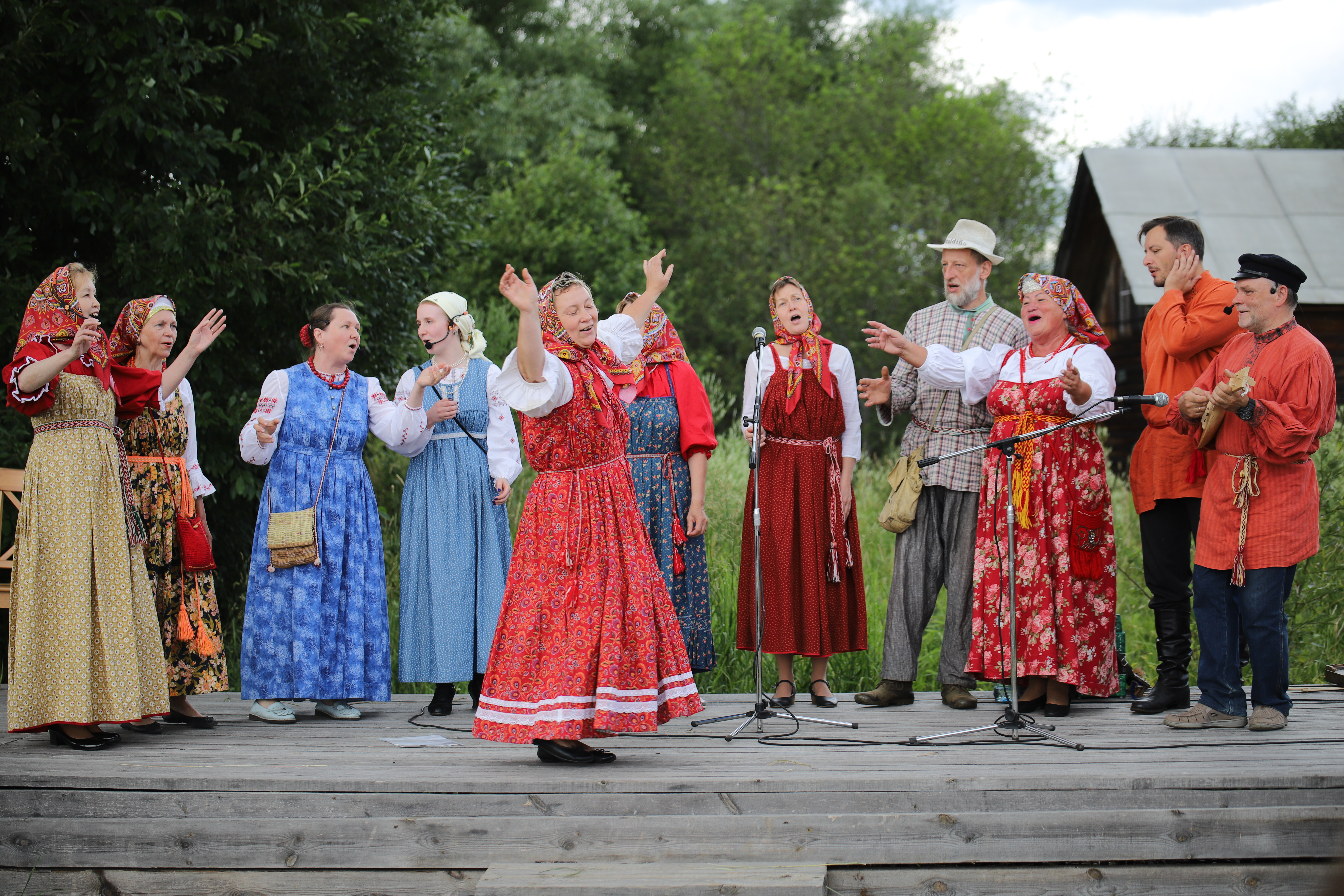
Népzenei előadás 2022-ben az oroszországi Muranovóban

Az orosz népzene az orosz népi kulturális örökség fontos eleme. Mivel a cári Oroszországban a 17. században elnyomták a hangszeres zenét, népzenéjük elsősorban gazdag népdalkincsükről nevezetes. A 19. századtól kezdve kialakult egy városi népzenei irányzat is, amelyben már sokkal nagyobb szerepet kaptak a nyugati hatásra létrejött hangszerek, például a balalajka és a harmonika, amelyek ma már meghatározzák az orosz népzene arculatát.

## Története

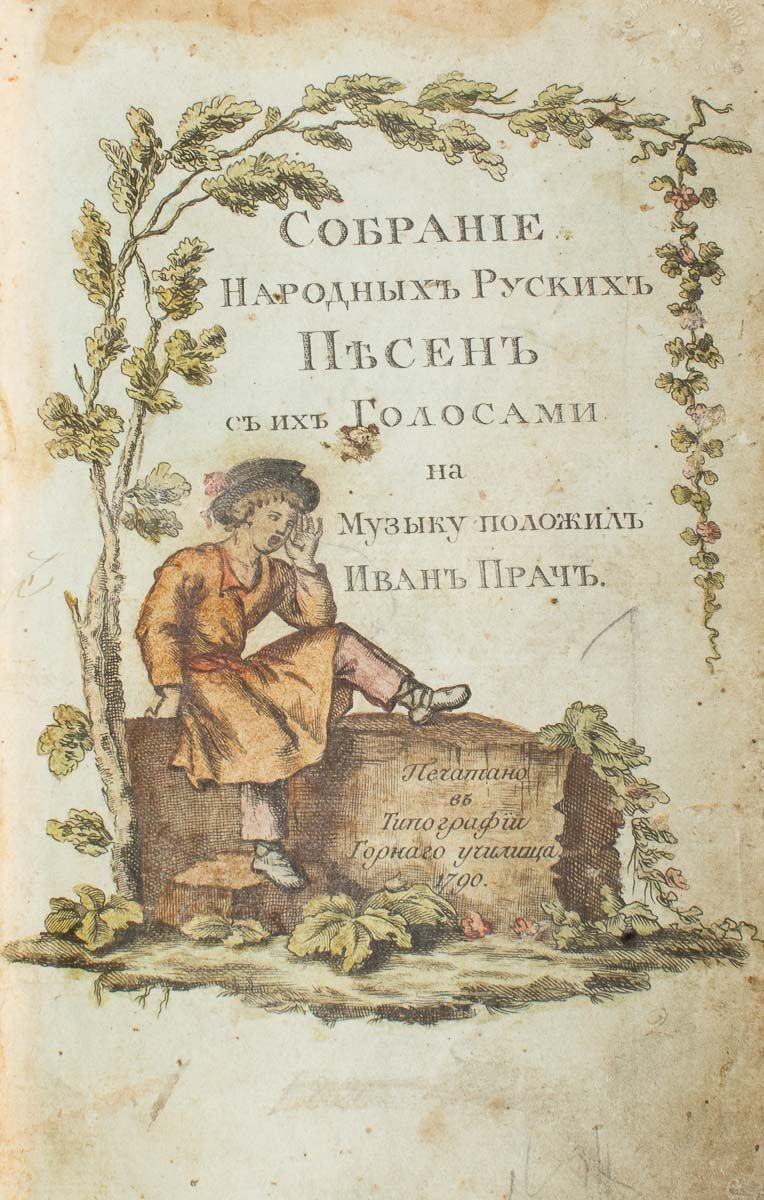
Az egyik első orosz népdalgyűjtemény, az Orosz népdalok gyűjteménye hangokkal (1790)

Az orosz népzene kialakulásának kezdete egybeesik a Kijevi Rusz megalakulásával a 10. században. A középkori államalakulatban keveredni kezdett egymással a területen élő számos szláv törzs meglévő zenei hagyománya és ehhez a környező népek révén finnugor és török hatás is érkezett. A legrégebbi eredetű énekeken ma is felfedezhető a korai pogány vallás hatása, később pedig az ortodox kereszténység hagyományai szövődtek bele a dalokba. Az orosz társadalom éles megosztottsága segítette az ősi népdalkincs fennmaradását, ugyanis amíg a nemesi réteg kultúrájára folyamatosan nagy hatást gyakoroltak az Európa többi részéről érkezett irányzatok, addig a parasztság szinte teljes elzártságban élt. Az ország nagy kiterjedése miatt számos alváltozata alakult ki a népzenének, ezért az északi, a nyugati, a déli területek, valamint a nagyobb folyók, a Don, a Volga és az Oka vidékei mind saját karakterisztikával rendelkeznek.
Az első népdalgyűjtési munkák a 18. század második felében születtek meg, ekkor adta ki Vaszilij Fjodorovics Trutovszkij 1776 és 1795 között készült Egyszerű orosz dalok gyűjteménye kottákkal (Собрание русских простых песен с нотами) című népdalgyűjteményét és ekkor született meg Nyikolaj Alekszandrovics Lvov és a cseh származású Ivan Pracs válogatása is, az Orosz népdalok gyűjteménye hangokkal (Собрание народных русских песен с их голосами) 1790-ben. Ebben gyűjteményben írták le először a mai napig népszerű népdalt is, az Áll egy ifjú nyírfát. Meghatározó volt még ezeken kívül Danyiil Kasin és Ivan Rupin 1830 és 1840 között végzett munkássága is. Ezek az első munkák elsősorban az észak-oroszországi népzenei hagyományokból merítettek és általában adaptálták is őket az előkelő szalonok zenéjéhez. A népzenéből később számos neves orosz komolyzenei szerző is merített ihletet, például Milij Balakirev, Nyikolaj Rimszkij-Korszakov és Pjotr Csajkovszkij. Az orosz népdalkincs gazdagságát a külföldi utazók is felismerték, az országot a 18. században bejáró angol William Coxe például útleírásában kiemelte, hogy a paraszti élet minden pontját végigkíséri az ének.
A 20. század elejétől kezdve a népzenegyűjtés intenzitása és minősége is megnőtt, a fonográf elterjedésének köszönhetően autentikus hangfelvételeket is készítettek és tanulmányozták az egyes régiók népdalait is. Anna Asztahova például az északi területek eposzairól készített gyűjtést 1938-ban, Alekszandr Lisztopadov a doni kozákok népdalait gyűjtötte össze (1949–1954), Anna Rudnyeva pedig a Kurszki terület népdalait vizsgálta 1957-es könyvében.
Szintén a 20. századtól kezdve számos „népies” dal és mű született, amelyek sokszor popzenés köntösbe ültették át a népzenei dallamokat. Ezek az előadók nagy népszerűségre tettek szert mind a Szovjetunióban, mind külföldön, ezt az állam is aktívan támogatta, mint a nyugati kultúrával szembeni hazai alternatívát. Számos népdalt adaptáltak szovjet kórusműként is, amelyek „monumentális” stílusukról ismerhetők fel. A külvilághoz szinte kizárólag ezek a feldolgozások jutottak el, az autentikus orosz népzene továbbra is szinte ismeretlen maradt az ország határain túl. Az 1960-as évektől kezdődően apró folk zenekarok jelentek meg az országban amelyek arra törekedtek, hogy ismét eredeti, autentikus formájában játsszák a népzenéket.

## Daltípusok
A hagyományos népdalok végigkísérték a paraszti élet mindennapjait és ünnepeit és ezt tükrözi a sokféle daltípus is: a naptárdalok, az epikák, a lakodalmas énekek, a táncdalok, a lírai énekek és a csasztuskák (dalocskák). Az énekek téma szerint is csoportosíthatók, a legjellemzőbbek a szerelmes, a családi és a katonadalok. Jellemző, hogy a déli népdalokban közel vannak egymáshoz az énekhangok: a férfiak a hangterjedelmük felső sávját használják, a nők pedig a legalsót. Ezzel szemben az északi területeken nagyobbak a hangkülönbségek és zengőbbnek hatnak a dalok. Az időjárásbeli különbségek miatt az énekeket délen általában a szabadban adják elő, északon pedig az épületekben.

### Naptárdalok

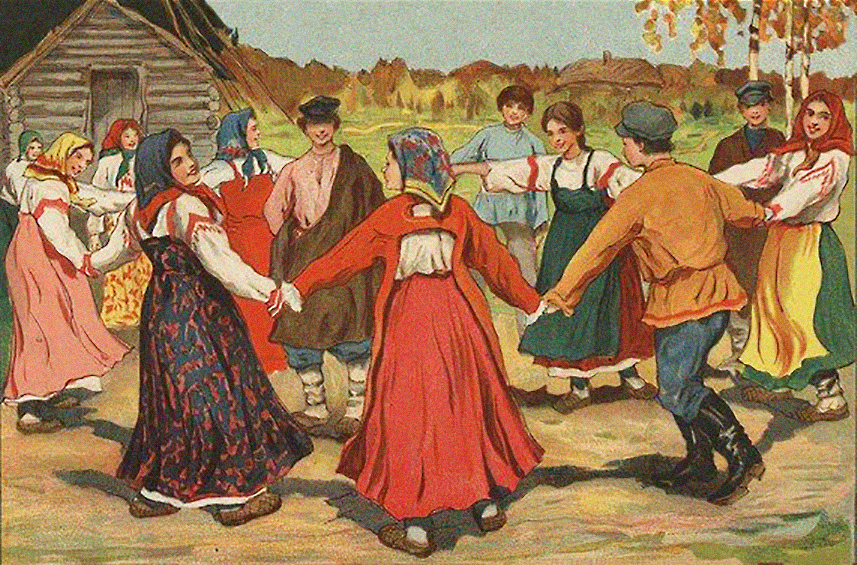
Horovod tánc és éneklés

A naptárdal (календарных песен) az orosz népzene egyik jellegzetes és egyben legrégibb műfaja, elsősorban Oroszország nyugati, délnyugati és néhány központi régiójában elterjedt. A zene szorosan követi a szláv pogány vallás naptárát és rövid ciklusokra osztja az évet. Ezt később gyakran keresztény ünnepekkel „fedték el”, például a Nedves Földanya (Maty szira zemlja, Мать — сыра́ земля́) nevű istenség nevét kicserélték Szűz Máriára a dalokban. Céljuk a falu jólétének biztosítása volt, a föld termékenységéért, a háziállatok egészségért, gazdag halzsákmányért énekelték a rituális naptárdalokat. Fontos szerepet kapott a téli és a nyári napforduló, valamint az őszi és a tavaszi napéjegyenlőség. Ezek a dalok pentatonikus alapokra épülnek, szigorúan formázottak. A naptárdalokból nőtt ki egy másik pogány eredetű műfaj, a horovod (хоровод) nevű körtánc, amelyet kórusénekléssel kísérnek.

### Epikák
Az orosz népi epikák több műfajt is magukba foglalnak: ide tartoznak a bilinák (былина) amelyek történelmi vagy mitikus alakok történeteit éneklik meg, ilyen például Mikula Szeljanyinovics vagy Vlagyimir Szvjatoszlavics legendája. A második epikus műfaj a szkomorosina (скоморошина) amely parodisztikus, humoros történeteket foglal magába. Az epikák harmadik típusát a spirituális költemények alkotják, amelyek közül soknak a dallama is fennmaradt egy régi orosz zenei írásmódnak, a „horogírásnak” (крюки) köszönhetően. Az epikaéneklés élő hagyományként fennmaradt a paraszti társadalomban egészen a 20. századig az északi területek néhány vidékén és a doni kozákok körében.

### Lírai énekek
A zeneileg legkomplexebb formákat alkalmazó orosz népzenei műfaj a lírai ének, illetve annak legkifinomultabb változata, a protjazsnaja (elnyújtott) dal (протяжная), amely a 16. és 17. század között alakult ki a Moszkvai Fejedelemség területén. Jellegét tekintve polifónikus, a számos különböző szólam mellett szólóénekesek váltakoznak. Az esküvőkön és temetéseken énekelt lírai énekek is összetett dallamokkal rendelkeznek, ezek során rendszerint egy szigorú rituális szabályokat követő alap dallamra improvizál a fő (rendszerint női) énekes.

### Városi népdalok
A 18. és a 19. század során az iparosodással párhuzamosan az orosz városok gyors növekedésen és fejlődésen mentek keresztül és kialakult egy új, urbánus népdalkincs, amely szinte teljesen független az autentikus falusi népzenétől. Az új műfajok közül a lírikus-romantikus dal, a kant (кант) vált elterjedtté és a hazafias énekek, az asztal körüli dalok és a masírozó katonadalok is nagy népszerűségre tettek szert. Ebben az időszakban alakultak ki a tréfás hangvételű csasztuskák („dalocskák”) is, amelyek mind a városi proletárok, mind a szegényparasztság körében a mindennapok részévé váltak.

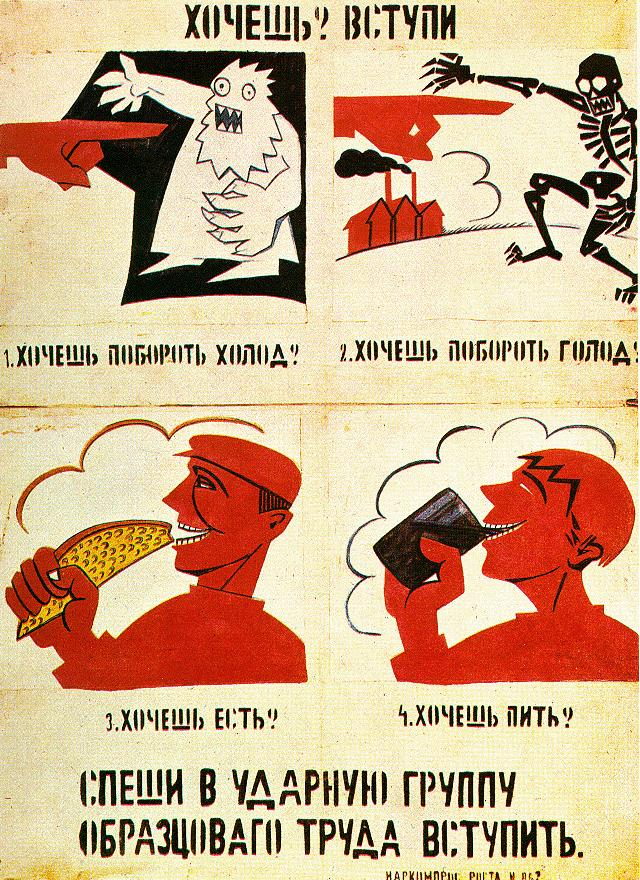
Majakovszkij csasztuska illusztrációja

## Hangszeres zene

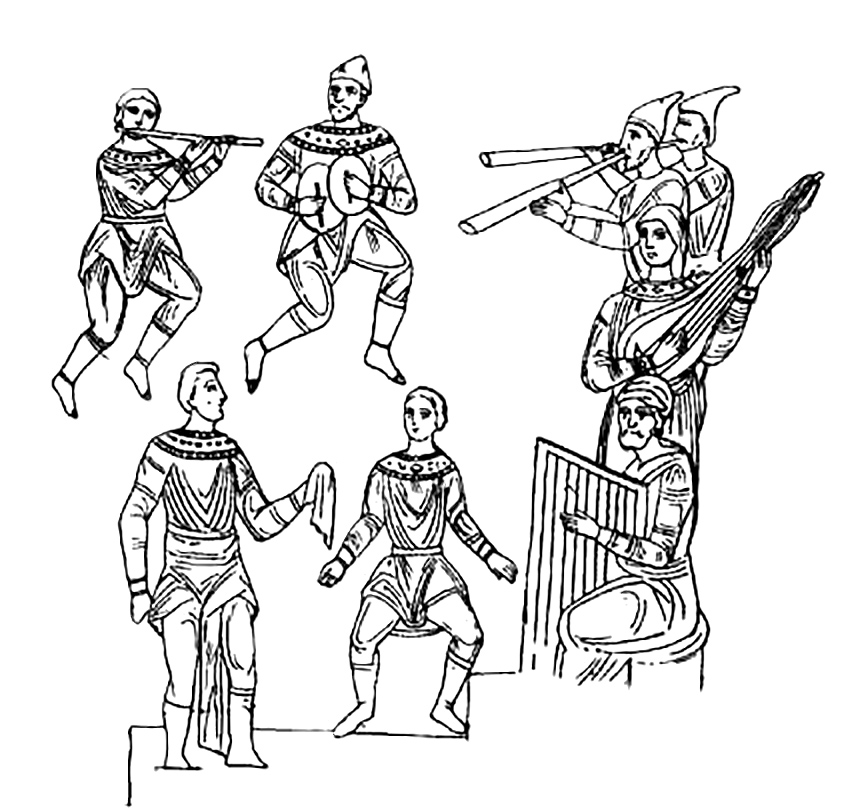
Szkomoroh zenészek

A vokális műfajokhoz képest a hangszeres zene sokkal kisebb jelentőséggel bír az autentikus orosz népzenében, általában csak kisebb kísérő szerepet tölt be. Ennek egyik oka az, hogy az orosz ortodox vallásos hagyományban nincsen hangszeres kíséret és ez kihatott a világi zenére is. I. Alekszej cár 1648-ban egy sor használatban lévő hangszert betiltott, valószínűleg azért mert megelégelte az országot járó, a köznépet vulgáris dalaikkal szórakoztató előadóművészek, a szkomorohok (скоморох) tevékenységét, akik gúnydalokkal csúfolták az uralkodót és ezt hangszereikkel kísérték.
A tilalom következtében számos középkori népi hangszer kihalt, ezek közül többet ma már csak ásatásokról ismerünk, ilyen például a vonósok közül a háromhúros hegedű, a gudok (гудок), és a citerához hasonló guszli (гусли). A fúvósok közül a dudka (дудка) nevű síp, a tárogató orosz népi megfelelője, a zsalejka (жалейка) és a kuvikli (кувиклы) elnevezésű pánsíp voltak jelentősek.

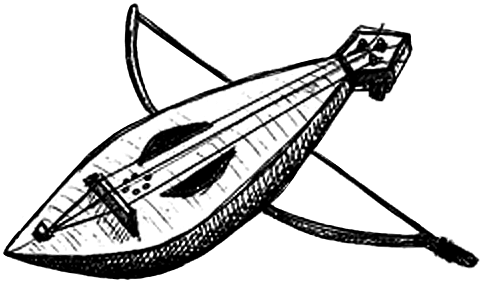
Gudok
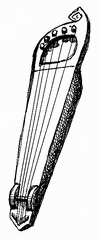
Guszli
Zsalejka
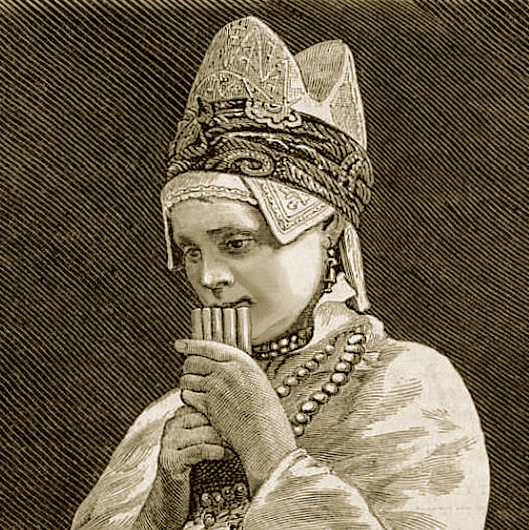
Kuvikli

A 19. és a 20. században nyugat-európai hatásra számos új hangszer terjedt el az orosz népzenében, ezek hamar nagy népszerűségre tettek szert mind a városi, mind a falusi környezetben. Az új hangszerek közül a legfontosabbak a pengetős balalajka, a mandolin, az orosz gitár és a harmonika orosz változata, a bajan (баян).

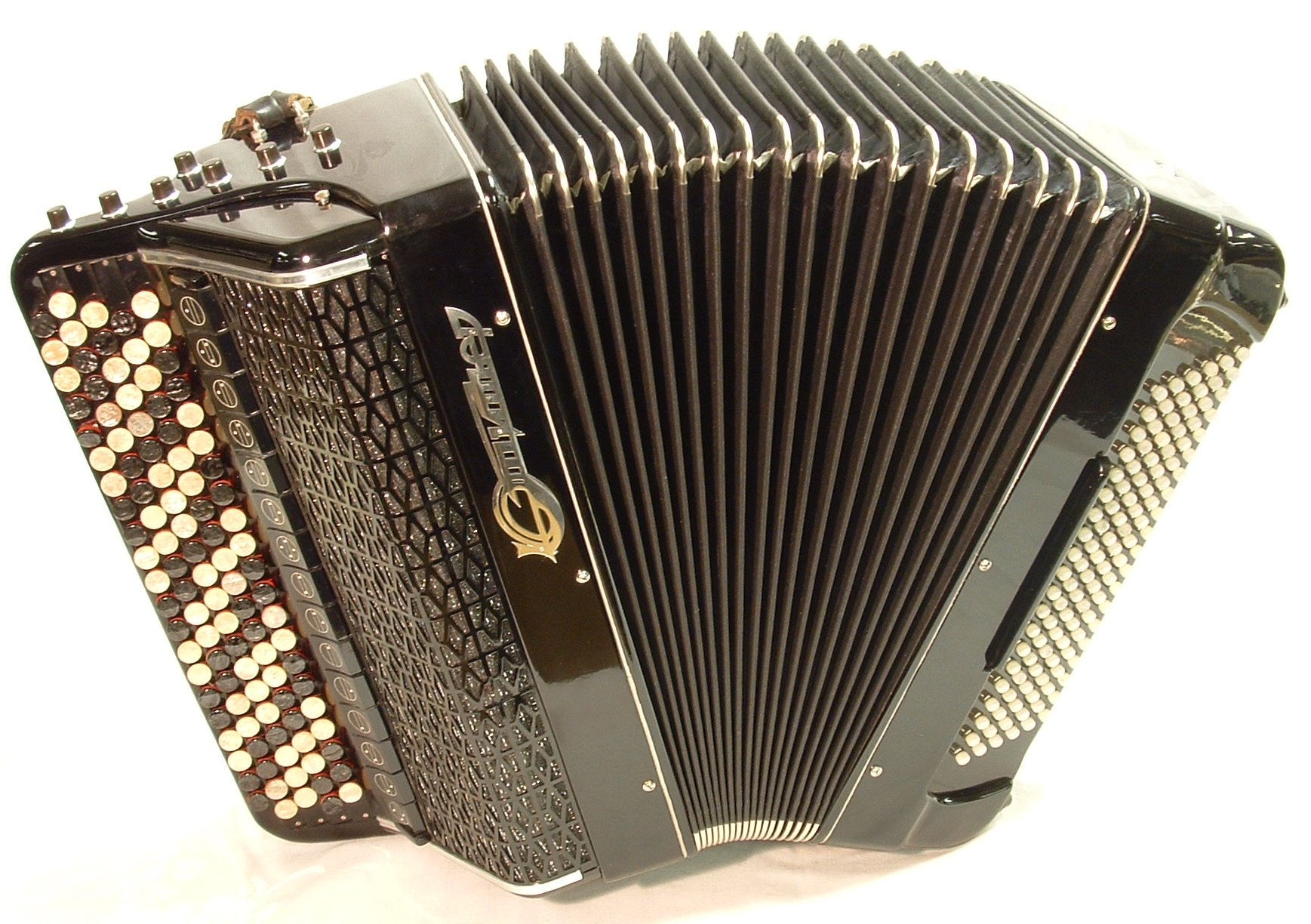
Bajan
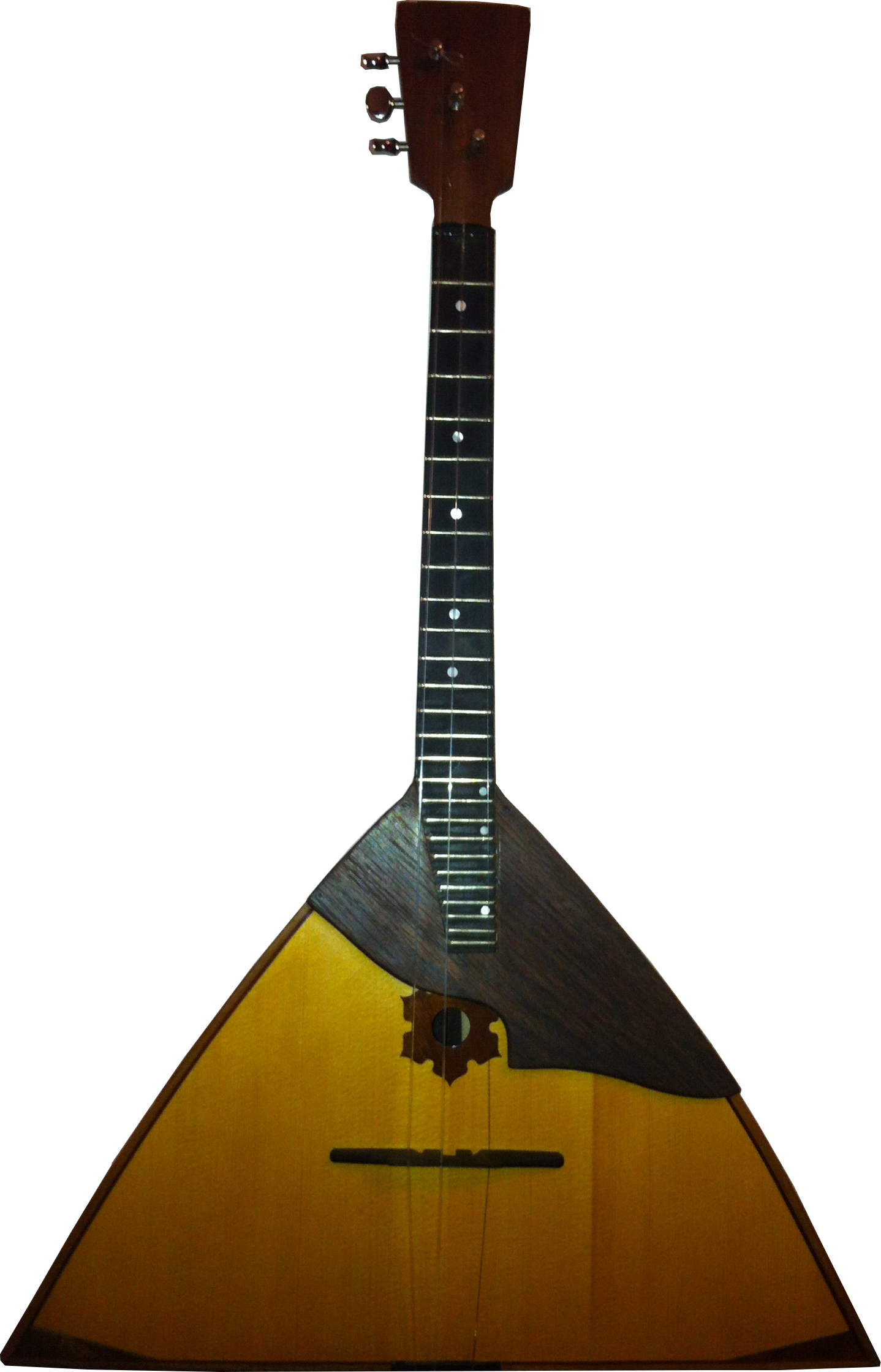
Balalajka
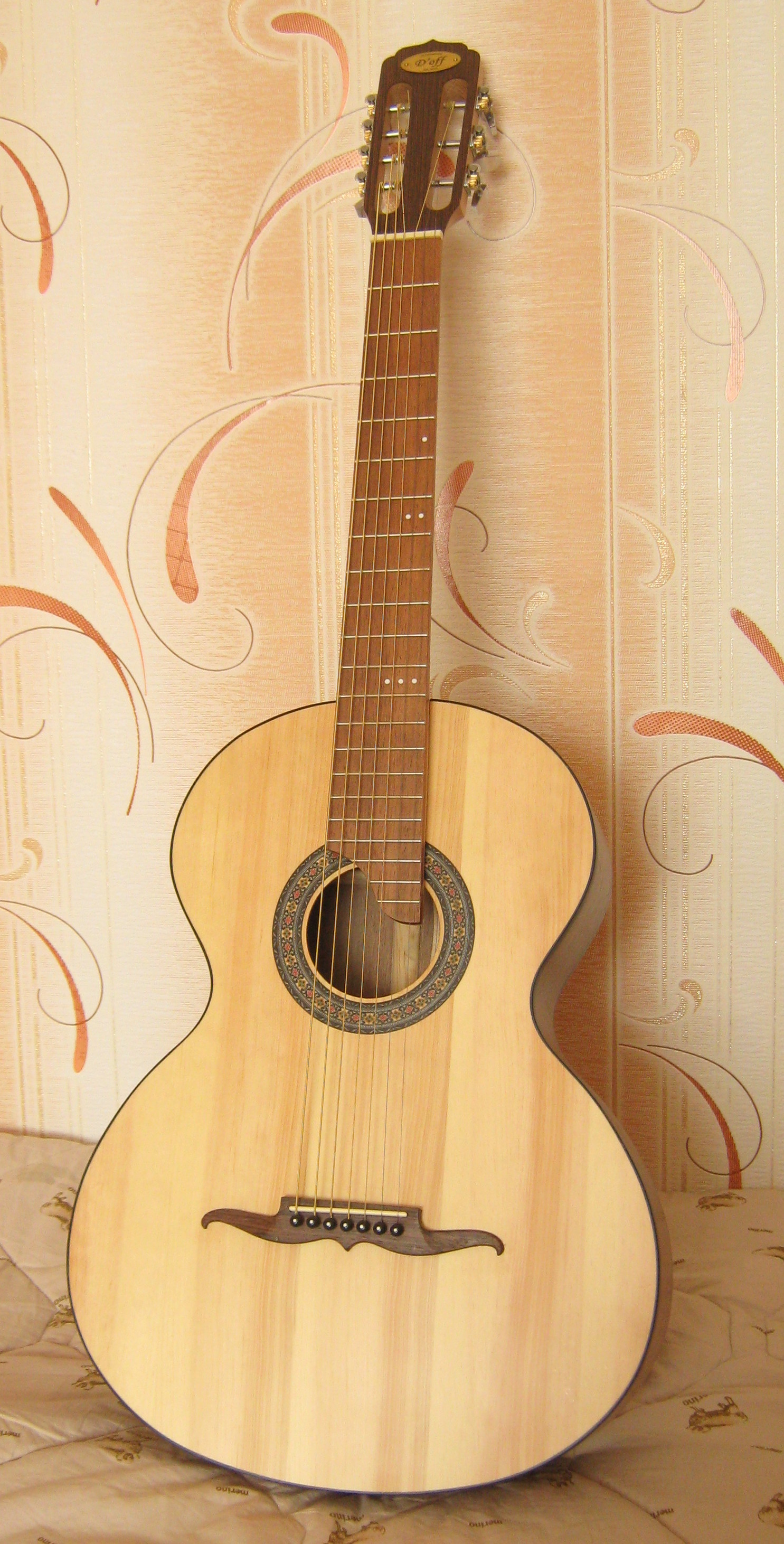
Orosz gitár